# خط لوله بخارا–تاشکند–بیشکک–آلماتی
خط لولهٔ بخارا-تاشکند-بیشکک-آلماتی (انگلیسی: Bukhara–Tashkent–Bishkek–Almaty pipeline) بزرگ‌ترین خط لولهٔ انتقال گاز طبیعی ازبکستان است، که در سال ۱۹۷۱ راه‌اندازی شد. ظرفیت انتقال این خط لوله ۵۵ میلیون متر مکعب در روز می‌باشد.